# 基特加
基特加是東部非洲國家布隆迪首都，该国第二大城市，也同时是基特加省的省會，位於原首都布松布拉以東約62公里，海拔高度1,504米，布隆迪國家博物館位於該市。2020年，该市人口约为13万。
1966年以前為布隆迪王国首都。2018年12月22日，布隆迪政府宣布该国迁都基特加，唯原首都布琼布拉仍保持經濟首都和商業中心的地位。